# Adelphi (Ohio)
Adelphi é uma vila localizada no estado norte-americano de Ohio, no Condado de Ross.

## Demografia
Segundo o censo norte-americano de 2000, a sua população era de 371 habitantes. Em 2006, foi estimada uma população de 385, um aumento de 14 (3.8%).

## Geografia
De acordo com o United States Census Bureau, a cidade tem uma área de 0,7 km², dos quais 0,7 km² cobertos por terra e 0,0 km² cobertos por água.

## Localidades na vizinhança
O diagrama seguinte representa as localidades num raio de 24 km ao redor de Adelphi.